# Formel 1-VM 1956
Formel 1-VM 1956 hade åtta deltävlingar som kördes under perioden 22 januari-2 september. Här ingick Indianapolis 500-loppet 1956 som en av deltävlingarna. Förarmästerskapet vanns av argentinaren Juan Manuel Fangio i Ferrari.

## Vinnare
- Förare:  Juan Manuel Fangio, Argentina, Ferrari
- Konstruktör: Officiellt mästerskap började först 1958.

## Grand Prix 1956
| Grand Prix                 | Datum       | Bana              | Vinnande förare! Vinnande stall | Vinnande tillverkare |                    |   |
| -------------------------- | ----------- | ----------------- | ------------------------------- | -------------------- | ------------------ | - |
| Argentinas Grand Prix      | 22 januari  | Buenos Aires      | Luigi Musso Juan Manuel Fangio  | Ferrari              |                    | * |
| Monacos Grand Prix         | 13 maj      | Monte Carlo       | Stirling Moss                   | Maserati             |                    | * |
| Indianapolis Grand Prix    | 30 maj      | Indianapolis      | Pat Flaherty                    | John Zink            | Watson-Offenhauser | * |
| Belgiens Grand Prix        | 3 juni      | Spa-Francorchamps | Peter Collins                   | Ferrari              |                    | * |
| Frankrikes Grand Prix      | 1 juli      | Reims-Gueux       | Peter Collins                   | Ferrari              |                    | * |
| Storbritanniens Grand Prix | 14 juli     | Silverstone       | Juan Manuel Fangio              | Ferrari              |                    | * |
| Tysklands Grand Prix       | 5 augusti   | Nürburgring       | Juan Manuel Fangio              | Ferrari              |                    | * |
| Italiens Grand Prix        | 2 september | Monza             | Stirling Moss                   | Maserati             |                    | * |

## Grand Prix utanför VM 1956
| Grand Prix /Race        | Datum      | Bana         | Vinnande förare! Vinnande stall | Vinnande tillverkare |                |
| ----------------------- | ---------- | ------------ | ------------------------------- | -------------------- | -------------- |
| Buenos Aires Grand Prix | 5 februari | Buenos Aires | Juan Manuel Fangio              | Ferrari              |                |
| Glover Trophy           | 2 april    | Goodwood     | Stirling Moss                   | Maserati             |                |
| Syrakusas Grand Prix    | 15 april   | Syrakusa     | Juan Manuel Fangio              | Ferrari              |                |
| Aintree 200             | 21 april   | Aintree      | Stirling Moss                   | Maserati             |                |
| International Trophy    | 5 maj      | Silverstone  | Stirling Moss                   | Vanwall              |                |
| Neapels Grand Prix      | 6 maj      | Posillipo    | Robert Manzon                   | Gordini              |                |
| Aintree 100             | 23 juni    | Aintree      | Horace Gould                    | Gould's Garage       | Maserati       |
| Vanwall Trophy          | 22 juli    | Snetterton   | Roy Salvadori                   | Gilby Engineering    | Maserati       |
| Caens Grand Prix        | 26 augusti | Caen         | Harry Schell                    | Maserati             |                |
| BRSCC F1 Race           | 14 oktober | Brands Hatch | Archie Scott-Brown              | Connaught            | Connaught-Alta |

## Stall, nummer och förare 1956
| Stall/Tillverkare                                  | Nummer                       | Förare                             |
| -------------------------------------------------- | ---------------------------- | ---------------------------------- |
| Alberto Uria (Maserati)                            | 16                           | Alberto Uria, Uruguay              |
| Alberto Uria (Maserati)                            | 16                           | Oscar González, Uruguay            |
| André Simon (Maserati)                             | 42                           | André Simon, Frankrike             |
| Ansted Rotary Corp (Kurtis Kraft-Offenhauser)      | 7                            | Pat O'Connor, USA                  |
| Brabham (Maserati)                                 | 30                           | Jack Brabham, Australien           |
| Bugatti                                            | 28                           | Maurice Trintignant, Frankrike     |
| BRM                                                | 10, 23                       | Mike Hawthorn, Storbritannien      |
| BRM                                                | 12, 24                       | Tony Brooks, Storbritannien        |
| BRM                                                | 25                           | Ron Flockhart, Storbritannien      |
| BRM (Maserati)                                     | 14                           | Mike Hawthorn, Storbritannien      |
| Bob Estes (Phillips-Offenhauser)                   | 16                           | Don Freeland, USA                  |
| Bob Gerard (Cooper-Bristol)                        | 26                           | Bob Gerard, Storbritannien         |
| Bruce Halford (Maserati)                           | 21, 29, 48                   | Bruce Halford, Storbritannien      |
| Carl L Anderson (Kurtis Kraft-Offenhauser)         | 34                           | Johnnie Tolan, USA                 |
| Cars Inc (Kurtis Kraft-Offenhauser)                | 4                            | Sam Hanks, USA                     |
| Chapman S Root (Kurtis Kraft-Offenhauser)          | 48                           | Jimmy Daywalt, USA                 |
| Connaught-Alta                                     | 2                            | Les Leston, Storbritannien         |
| Connaught-Alta                                     | 4                            | Ron Flockhart, Storbritannien      |
| Connaught-Alta                                     | 6, 21                        | Jack Fairman, Storbritannien       |
| Connaught-Alta                                     | 19                           | Archie Scott-Brown, Storbritannien |
| Connaught-Alta                                     | 20                           | Desmond Titterington, Nordirland   |
| Dean Van Lines (Kuzma-Offenhauser)                 | 2                            | Jimmy Bryan, USA                   |
| E R Casale (Kuzma-Offenhauser)                     | 41                           | Billy Garrett, USA                 |
| Ecurie Rosier (Maserati)                           | 8, 15, 24, 27, 36            | Louis Rosier, Frankrike            |
| Ed Walsh (Kurtis Kraft-Offenhauser)                | 19                           | Rodger Ward, USA                   |
| Emeryson-Alta                                      | 32                           | Paul Emery, Storbritannien         |
| Ernest L Ruiz (Kurtis Kraft-Offenhauser)           | 54                           | Jack Turner, USA                   |
| Federal Auto Associates (Kurtis Kraft-Offenhauser) | 14                           | Bob Veith, USA                     |
| Federal Auto Associates (Kurtis Kraft-Offenhauser) | 42                           | Fred Agabashian, USA               |
| Ferrari                                            | 1, 2, 10, 20, 22, 26, 30, 34 | Juan Manuel Fangio, Argentina      |
| Ferrari                                            | 2, 4, 5, 8, 14, 26, 36       | Peter Collins, Storbritannien      |
| Ferrari                                            | 3, 4, 5, 16, 30              | Alfonso de Portago, Spanien        |
| Ferrari                                            | 3, 4, 12, 20, 22, 24, 32     | Eugenio Castellotti, Italien       |
| Ferrari                                            | 4, 24, 28, 34                | Luigi Musso, Italien               |
| Ferrari                                            | 6                            | Paul Frère, Belgien                |
| Ferrari                                            | 20                           | André Pilette, Belgien             |
| Ferrari                                            | 38, 44                       | Olivier Gendebien, Belgien         |
| Ferrari                                            | 50                           | Wolfgang von Trips, Tyskland       |
| Fred Somers (Kurtis Kraft-Offenhauser)             | 10                           | Ed Elisian, USA                    |
| Fred Somers (Kurtis Kraft-Offenhauser)             | 10                           | Eddie Russo, USA                   |
| George Bignotti (Kurtis Kraft-Offenhauser)         | 15                           | Johnny Boyd, USA                   |
| Gilby Engineering (Maserati)                       | 16, 28, 44                   | Roy Salvadori, Storbritannien      |
| Giorgio Scarlatti (Ferrari)                        | 36                           | Giorgio Scarlatti, Italien         |
| Gordini                                            | 2, 10, 15, 30                | Robert Manzon, Frankrike           |
| Gordini                                            | 4                            | Élie Bayol, Frankrike              |
| Gordini                                            | 4, 11, 34                    | André Pilette, Belgien             |
| Gordini                                            | 6, 8, 14, 32                 | Hermano da Silva Ramos, Brasilien  |
| Gordini                                            | 11                           | André Milhoux, Belgien             |
| Gordini                                            | 12                           | André Simon, Frankrike             |
| Gould's Garage (Maserati)                          | 18, 19, 26, 31               | Horace Gould, Storbritannien       |
| H A Chapman (Kurtis Kraft-Offenhauser)             | 5                            | Andy Linden, USA                   |
| H H Johnson (Kurtis Kraft-Offenhauser)             | 57                           | Bob Christie, USA                  |
| Harry Dunn (Kurtis Kraft-Offenhauser)              | 89                           | Keith Andrews, USA                 |
| J C Agajanian (Kuzma-Offenhauser)                  | 98                           | Johnnie Parsons, USA               |
| Jim Robbins (Stevens-Offenhauser)                  | 27                           | Cliff Griffith, USA                |
| John Zink (Watson-Offenhauser)                     | 8                            | Pat Flaherty, USA                  |
| John Zink (Kurtis Kraft-Offenhauser)               | 53                           | Troy Ruttman, USA                  |
| Joseph Massaglia Jr (Lesovsky-Offenhauser)         | 26                           | Jimmy Reece, USA                   |
| Kalamazoo Sports Inc (Kurtis Kraft-Offenhauser)    | 73                           | Dick Rathmann, USA                 |
| Lindsey Hopkins (Kurtis Kraft-Offenhauser)         | 24                           | Jim Rathmann, USA                  |
| Luigi Piotti (Maserati)                            | 11, 18, 38                   | Luigi Villoresi, Italien           |
| Luigi Piotti (Maserati)                            | 18, 40                       | Luigi Piotti, Italien              |
| Maserati                                           | 2, 6, 7, 28, 30, 34, 36      | Stirling Moss, Storbritannien      |
| Maserati                                           | 4, 6, 8, 30, 32, 46          | Jean Behra, Frankrike              |
| Maserati                                           | 6                            | Carlos Menditéguy, Argentina       |
| Maserati                                           | 6, 8, 9, 32, 34              | Cesare Perdisa, Italien            |
| Maserati                                           | 8                            | Luigi Piotti, Italien              |
| Maserati                                           | 8                            | Piero Taruffi, Italien             |
| Maserati                                           | 8, 46                        | Umberto Maglioli, Italien          |
| Maserati                                           | 10                           | Chico Landi, Brasilien             |
| Maserati                                           | 10                           | Gerino Gerini, Italien             |
| Maserati                                           | 10, 20, 36, 38, 40           | Paco Godia, Spanien                |
| Maserati                                           | 12                           | José Froilán González, Argentina   |
| Maserati                                           | 34                           | Luigi Villoresi, Italien           |
| Maserati                                           | 34                           | Joakim Bonnier, Sverige            |
| Maserati                                           | 38                           | Mike Hawthorn, Storbritannien      |
| Murrell Belanger (Kurtis Kraft-Offenhauser)        | 99                           | Tony Bettenhausen, USA             |
| Novi Racing Corp (Kurtis Kraft-Novi)               | 29                           | Paul Russo, USA                    |
| Ottorino Volonterio (Maserati)                     | 22                           | Ottorino Volonterio, Schweiz       |
| Pat Clancy (Kurtis Kraft-Offenhauser)              | 12                           | Al Herman, USA                     |
| Pete Salemi (Kuzma-Offenhauser)                    | 81                           | Eddie Johnson, USA                 |
| Pete Salemi (Kuzma-Offenhauser)                    | 82                           | Gene Hartley, USA                  |
| Peter Schmidt (Kuzma-Offenhauser)                  | 88                           | Johnny Thomson, USA                |
| Piero Scotti (Connaught-Alta)                      | 28                           | Piero Scotti, Italien              |
| Racing Associates (Kuzma-Offenhauser)              | 1                            | Bob Sweikert, USA                  |
| Ray Crawford (Kurtis Kraft-Offenhauser)            | 49                           | Ray Crawford, USA                  |
| Samuel W Traylor III (Kurtis Kraft-Offenhauser)    | 55                           | Al Keller, USA                     |
| Scuderia Centro Sud (Maserati)                     | 12                           | Harry Schell, USA                  |
| Scuderia Centro Sud (Maserati)                     | 14                           | Emmanuel de Graffenried, Schweiz   |
| Scuderia Centro Sud (Maserati)                     | 22                           | Luigi Villoresi, Italien           |
| Scuderia Centro Sud (Maserati)                     | 34                           | Louis Chiron, Monaco               |
| Scuderia Centro Sud (Ferrari)                      | 14                           | Giorgio Scarlatti, Italien         |
| Scuderia Guastalla (Maserati)                      | 12                           | Umberto Maglioli, Italien          |
| Scuderia Guastalla (Maserati)                      | 42                           | Gerino Gerini, Italien             |
| Shannon Bros (Kurtis Kraft-Offenhauser)            | 64                           | Duke Dinsmore, USA                 |
| Vanwall                                            | 10, 16, 18, 22, 24           | Harry Schell, USA                  |
| Vanwall                                            | 12, 14, 17, 20               | Maurice Trintignant, Frankrike     |
| Vanwall                                            | 16                           | Piero Taruffi, Italien             |
| Vanwall                                            | 18                           | José Froilán González, Argentina   |
| Vanwall                                            | 24                           | Mike Hawthorn, Storbritannien      |
| Vanwall                                            | 26                           | Colin Chapman, Storbritannien      |

## Slutställning förare 1956
| Placering | Förare                 | Stall                    | Konstruktör              | Poäng |
| --------- | ---------------------- | ------------------------ | ------------------------ | ----- |
| 1         | Juan Manuel Fangio     | Ferrari                  |                          | 30    |
| 2         | Stirling Moss          | Maserati                 |                          | 28    |
| 3         | Peter Collins          | Ferrari                  |                          | 25    |
| 4         | Jean Behra             | Maserati                 |                          | 22    |
| 5         | Pat Flaherty           | John Zink                | Watson-Offenhauser       | 8     |
| 6         | Eugenio Castellotti    | Ferrari                  |                          | 7,5   |
| 7         | Paul Frère             | Ferrari                  |                          | 6     |
| 8         | Sam Hanks              | Cars Inc                 | Kurtis Kraft-Offenhauser | 6     |
| 9         | Paco Godia             | Maserati                 |                          | 6     |
| 10        | Jack Fairman           | Connaught                | Connaught-Alta           | 5     |
| 11        | Luigi Musso            | Ferrari                  |                          | 4     |
| 12        | Mike Hawthorn          | Owen Racing Organisation | Maserati                 | 4     |
| 13        | Ron Flockhart          | Connaught                | Connaught-Alta           | 4     |
| 14        | Don Freeland           | Bob Estes                | Phillips-Offenhauser     | 4     |
| 15        | Alfonso de Portago     | Ferrari                  |                          | 3     |
| 16        | Cesare Perdisa         | Maserati                 |                          | 3     |
| 17        | Harry Schell           | Vanwall                  |                          | 3     |
| 18        | Johnnie Parsons        | J C Agajanian            | Kuzma-Offenhauser        | 3     |
| 19        | Louis Rosier           | Ecurie Rosier            | Maserati                 | 2     |
| 20        | Luigi Villoresi        | Scuderia Centro Sud      | Maserati                 | 2     |
| 21        | Horace Gould           | Gould's Garage           | Maserati                 | 2     |
| 22        | Hermano da Silva Ramos | Gordini                  |                          | 2     |
| 23        | Olivier Gendebien      | Ferrari                  |                          | 2     |
| 24        | Dick Rathmann          | Kalamazoo Sports Inc     | Kurtis Kraft-Offenhauser | 2     |
| 25        | Gerino Gerini          | Maserati                 |                          | 1,5   |
| 26        | Chico Landi            | Maserati                 |                          | 1,5   |
| 27        | Paul Russo             | Novi Racing Corp         | Kurtis Kraft-Novi        | 1     |

## Inofficiell slutställning konstruktörer 1956
Endast de fem bästa poängen från de åtta loppen för den första bilen räknade.
| Placering | Konstruktör    | Poäng |
| --------- | -------------- | ----- |
| 1         | Ferrari        | 40    |
| 2         | Maserati       | 32    |
| 3         | Connaught-Alta | 7     |
| 4         | Vanwall        | 3     |
| 5         | Gordini        | 2     |